# Dániel Hadfi
Dániel Hadfi (Budapest, 13 de mayo de 1982) es un deportista húngaro que compitió en judo. Ganó una medalla de bronce en el Campeonato Mundial de Judo de 2007 y dos medallas en el Campeonato Europeo de Judo, oro en 2007 y plata en 2006.

## Palmarés internacional
| Campeonato Mundial | Campeonato Mundial      | Campeonato Mundial | Campeonato Mundial |
| Año                | Lugar                   | Medalla            | Categoría          |
| ------------------ | ----------------------- | ------------------ | ------------------ |
| 2007               | Río de Janeiro (Brasil) | Medalla de bronce  | –100 kg            |
| Campeonato Europeo |                         |                    |                    |
| Año                | Lugar                   | Medalla            | Categoría          |
| 2006               | Tampere (Finlandia)     | Medalla de plata   | –100 kg            |
| 2007               | Belgrado (Serbia)       | Medalla de oro     | –100 kg            |